# Jarantowice (powiat radziejowski)
Jarantowice – wieś w Polsce położona w województwie kujawsko-pomorskim, w powiecie radziejowskim, w gminie Osięciny.

## Podział administracyjny
W latach 1975–1998 miejscowość należała administracyjnie do województwa włocławskiego. Wieś sołecka – zobacz jednostki pomocnicze gminy w BIP.

## Demografia
Według Narodowego Spisu Powszechnego (III 2011 r.) liczyła 249 mieszkańców. Jest siódmą co do wielkości miejscowością gminy Osięciny.

## Historia
Jarantowice w wieku XIX, to wieś i folwark w powiecie nieszawskim gminie i parafii Osięciny. W roku 1827 było tu 13 domów, 87 mieszkańców. Folwark Jarantowice z wsią tej nazwy, oddalony od Nieszawy wiorst 28, od Brześcia Kujawskiego wiorst 14, od Osięcin wiorst 2. Nabyte w roku 1873 za rubli srebrnych 58 500; rozległość wynosi mórg 833, w tym: grunta orne i ogrody mórg 746, łąk mórg 43, pastwisk mórg 5, nieużytki i place mórg 39. Budynki murowane 13, drewniany 1, płodozmian 7-polowy. W folwarku wiatrak. Wieś Jarantowice osad 29, z gruntem mórg 28.

## Zabytki
Według rejestru zabytków NID na listę zabytków wpisany jest zespół dworski, nr rej.: 235/A z 12.10.1987:
- dwór, około 1920 r.
- park z aleją dojazdową, początek XX w.
- gorzelnia, 1907 r.